# 내가면
내가면(內可面)은 대한민국 인천광역시 강화군의 면이다. 강화읍에서 18.6 km 떨어진 곳으로 동쪽은 고려산과 혈구산으로 둘러쌓인 산간 지역이며 서쪽은 평야지역으로 해안과 연접되어 있다. 면의 서남쪽에 위치한 외포항은 교동, 삼산, 서도의 입·출항지로서 여객선과 화물선이 운항되고 있으며 관광객이 많이 찾는 고려저수지는 전국적으로 유명한 낚시터로 면적이 96ha에 달한다.

## 개요
내가면은 1913년 행정구역 편성시 위량면의 일부인 외포동·정포동을 병합, 5개리를 합하여 내가면이라 칭하였다. 1980년 1월 9일 행정 8개 리를 13개 리로 세분하였으며, 1994년 2월 1일 고천2리의 장경부락을 둘로 분할, 고천5리를 새로 만들면서 총 14개 리로 정리되었다 1988년 9월 16일 구청사(고천리 797-1번지)에서 동번지 신축청사로 이전하였다.

## 법정리
- 고천리(古川里)
- 오상리(鰲上里)
- 외포리(外浦里)
- 황청리(黃淸里)
- 구하리(鳩下里)

## 명소
- 강화 고천리 고인돌군
- 강화 내가 오상리 고인돌
- 강화 망산봉수
- 망양 돈대
- 강화외포리곶창굿
- 계룡돈대
- 망양 돈대
- 고려저수지
- 신선저수지
- 황청저수지
- 삼별초항쟁비
- 적석사 (강화8경)